# جزيرة مان
جزيرة مان هي جزيرة تتمتع بالحكم الذاتي تابعة لملحقات التاج البريطاني في البحر الأيرلندي بين بريطانيا العظمى وأيرلندا. وهي معترف بها كواحدة من دول السلتيك باعتبارها موطن المانكسيون، وهم مجموعة عِرقية من شعب السلتيك. كرأس الدولة، يحمل تشارلز الثالث لقب اللورد/الحاكم ويمثله نائب الحاكم. تُعد حكومة المملكة المتحدة مسؤولة عن الدفاع العسكري للجزيرة وتمثلها أيضًا في الخارج.
تُعتبر الجزيرة مأهولة منذ ما قبل 6500 قبل الميلاد. بدأ التأثير الثقافي الغيلي في القرن الخامس بعد الميلاد، عندما بدأ المبشرون الأيرلنديون بتوطين الجزيرة على أساس تعاليم القديس باتريك، إلى أن ظهرت اللغة المنكية، وهي فرع من اللغات الجودية. في عام 627، شنّ إدوين ملك نورثمبريا غزوه على جزيرة مان ومعظم مرسيا. في القرن التاسع، أنشأ الشماليون مملكة ثالاسوقراطية، والتي تضمنت جزيرة مان. تقلد ماغنوس بيرفوت، ملك النرويج من عام 1093 حتى عام 1103، منصب ملك مملكة الجزر بين عامي 1099 و 1103.
في عام 1266، باع الملك ماغنوس السادس ملك النرويج عرشه على جزيرة مان إلى ألكسندر الثالث ملك اسكتلندا بموجب معاهدة بيرث. بعد فترة من الحكم المتناوب من قِبَل ملوك اسكتلندا وإنجلترا، أصبحت الجزيرة تحت السيادة الإقطاعية للتاج الإنجليزي في عام 1399. تم شراء الجزيرة في عام 1765، لكنها لم تصبح جزءًا من مملكة بريطانيا العظمى في القرن الثامن عشر، ولا أي من ملحقاتها، المملكة المتحدة لبريطانيا العظمى وأيرلندا وما يُعرف اليوم بالمملكة المتحدة لبريطانيا العظمى وأيرلندا الشمالية. لطالما احتفظت الجزيرة بحكمها الذاتي الداخلي. في عام 1881، أصبح تينوالد، مجلس النواب جزيرة مان، أول سلطة تشريعية وطنية في العالم تمنح المرأة الحق في التصويت في الانتخابات العامة، على الرغم من أنه قد تم استبعاد النساء المتزوجات.
يتم دعم اقتصاد المنكسيون من خلال وضع المنطقة كملاذ ضريبي قائم على مصرف أوفشور. يوفر كل من التأمين والمقامرة عبر الإنترنت 17٪ من الدخل القومي الإجمالي، تليها تقانة المعلومات والاتصالات والأعمال المصرفية بنسبة 9٪ لكل منهما. ومع ذلك، فقد تسبب هذا الوضع بتفشي قضايا غسل الأموال والجرلئم المالية وتمويل الإرهاب. تشتهر جزيرة مان أيضًا بكأس جزيرة مان السياحية لسباق الدراجات النارية وقط المنك، وهي سلالة بلا ذيل أو ذيل قصير. في عام 2016، وضعت اليونسكو الجزيرة ضمن شبكة محميات المحيط الحيوي.

## تاريخ الجزيرة
تم عزل الجزيرة عن الجزر المحيطة في حوالي 8000 قبل الميلاد بعد ارتفاع مستوى سطح البحر بعد نهاية العصر الجليدي الأخير. استعمرها البشر واستخدوها للسفر عن طريق البحر في العصر الحجري المتوسط. كان أول من وصل إليها هم الصيادين والجامعين. توجد بعض الأمثلة عن أدواتهم في متحف مانكس.
بدأ العصر الحجري الحديث مع دخول الزراعة إذ شرع الناس بالبناء باستخدام حجارة الجندل، مثل قلعة المرتفعات في أبرشية موغهولد وقبر الملك أوري في ليكسي في جبل مول هيل بالقرب من غريغنيش وحجارة بالاهارا في قرية القديس جون. تم التعرف هناك أيضًا على ثقافتي رونالدسواي وبان من فترة أيرلندا ما قبل التاريخ.
خلال العصر البرونزي، تناقص حجم تلال الدفن. وبدأ الناس بوضع الجثث في قبور مبطنة بالحجارة بصناديق مزينة. نجت أكوام الدفن في العصر البرونزي كدلالات طويلة الأمد عن حياة الريف.
عرف الرومان القدماء الجزيرة وأطلقوا عليها اسم إنسولا مانافيا. خلال القرون الأربعة التي حكمت فيها روما مقاطعة بريطانيا الرومانية، سيطر الجيش الروماني على البحر الأيرلندي، ما وفر عبورًا آمنًا للسلع الزراعية من مزارع جزيرة أنغلزي المنتجة إلى المستوطنات الرومانية على الحدود الإنجليزية الاسكتلندية. تم العثور على عدد قليل فقط من القطع الأثرية الرومانية في جزيرة مان، ما يشير إلى نقص القيمة الاستراتيجية للإنسان خلال ذلك العصر. لم يتم العثور على منارات رومانية أو أبراج إشارات على الجزيرة أبدًا.
في حوالي القرن الخامس الميلادي، عجلت الهجرة واسعة النطاق من أيرلندا بازدياد قوة الغيليون، مثلما هو موضح من نقوش أوجهام، وبدأت اللغة المنكية بالانتشار. تصنف هذه اللغة من اللغات الجودية، وهي مرتبطة ارتباطًا وثيقًا بالأيرلندية والغيلية الاسكتلندية.
في القرن السابع، وقعت جزيرة مان تحت سيطرة الملك الأنجلو ساكسوني إدوين من نورثمبريا، الذي شنّ بعد ذلك غاراته من جزيرة مان نحو أيرلندا. لم يتم تحديد مقدار التأثير الذي مارسه الشماليون على الجزيرة، لكن هنالك نسبة قليلة جدًا من أسماء الأماكن المشتقة من الإنجليزية القديمة.
وصل الفايكنج في نهاية القرن الثامن. أسسوا مجلس تينوالد وقاموا بتقسيم الأراضي التي ما تزال موجودة حتى الآن. في عام 1266، تنازل الملك ماغنوس السادس ملك النرويج عن الجزر لألكسندر الثالث ملك اسكتلندا بموجب معاهدة بيرث. لكن لم يتم تطبيق الحكم الاسكتلندي على الجزيرة حتى عام 1275، عندما هُزم المانكس في معركة رونالدسواي بالقرب من كاسلتاون.
في عام 1290، أرسل الملك إدوارد الأول ملك إنجلترا والتر دي هنتركومب للاستيلاء على جزيرة مان. بقيت الجزيرة في أيدي الإنجليز حتى عام 1313، بعد أن استولى عليها روبرت بروس بعد محاصرة قلعة رشن لمدة خمسة أسابيع. في عام 1314، استعاد جون باكاش من أرجيل السيطرة الإنجليزية على الجزيرة. في عام 1317، تم استعادة الحكم الاسكتلندي على يد توماس راندولف، إيرل موراي الأول وحاكم جزيرة مان. استمر الحكم الاسكتلندي حتى عام 1333. لعدة سنوات بعد ذلك، تبادلت المملكتين حكم الجزيرة حتى أخذها الإنجليز للمرة الأخيرة في عام 1346. فوّض التاج الإنجليزي حكمه على الجزيرة في سلسلة من اللوردات والحكام. أصدر مجلس تينوالد قوانين تتعلق بحكومة الجزيرة من جميع النواحي وكان يسيطر على مواردها المالية، لكنه في نفس الوقت كان خاضعًا لموافقة الحاكم.
في عام 1765، أُقر قانون إعادة الاستثمار إذ تم شراء الحقوق الإقطاعية لدوقات أثول كأمراء الجزيرة ومن ثم إعادتها إلى التاج البريطاني.
في عام 1866، حصلت جزيرة مان على حكم داخلي محدود بعد إجراء انتخابات ديمقراطية جزئية لمجلس المفاتيح، لكن تم تعيين المجلس التشريعي من قِبَل التاج البريطاني. منذ ذلك الحين، تم توسيع الحكومة الديمقراطية تدريجيًا.
خلال الحربين العالميتين، تم استخدام الجزيرة كمعتقل للأسرى من بلدان العدو.
في الآونة الأخيرة، استفاد اقتصاد الجزيرة من المراجحة التنظيمية في سياقات مختلفة مثل الضرائب المنخفضة. اجتذبت هذه العملية الأفراد الأثرياء، إلى جانب الأنظمة المتراخية، وعدة صناعات مثل الخدمات المالية الخارجية والمقامرة مؤخرًا.
تم تسجيل أكثر من 250 موقعًا تاريخيًا على جزيرة مان.

## الجغرافيا
جزيرة مان جزء من الجزر البريطانية وهو مصطلح يطلق على أرخبيل الجزر في شمال غرب أوروبا. تقع في منتصف البحر الأيرلندي بين أنجلترا إسكتلندا وأيرلندا.
يبلغ طولها 48 كم وعرضها ما بين 13 و 24 كم ومساحتها 572 كم². توجد بعض التلال في شمال وجنوب الجزيرة وأقصى شمال الجزيرة سهل.
أعلى جبل في الجزيرة جبل سنيفل يبلغ ارتفاعه 621 متر ويقال أن الواقف على قمته يمكن أن يشاهد 6 ممالك وهي مملكة مان وأنجلترا وإسكتلندا وأيرلندا وويلز ومملكة الجنة.

## السكان والثقافة
يبلغ عدد سكان جزيرة مان 75 ألف يقيم حوالي 25 ألف منهم في دوغلاس عاصمة الجزيرة وكثافة السكان تبلغ 133 لكل كيلومتر مربع. ثقافة الجزيرة متأثرة بالأصول الكلتية والإسكندنافية اللغة المانكسية قريبة جداً من اللغة الغيلية الأسكتلدندية واللغات الأيرلدنية.
في منتصف القرن العشرين لم يبقَ سوى القليل من سكان الجزيرة يتكلم اللغة المانكسية وفي عام 1976 توفي آخر متكلم لهذه اللغة. ومنذ ذلك التاريخ قامت تحركات لإعادة إحياء اللغة في الجزيرة كلغة ثانية مع اللغة الإنجليزية عن طريق تدريس مساقات معينة بالمانكسية في المدارس التابعة لجزيرة مان وحصاد هذه الحركات التصحيحية كان بظهور أول جيل يتكلم المانكسية كلغة أم مع الإنجليزية في الأعوام ما بعد 2000. تدرس اللغة المانكسية اليوم وتمنح كدرجة جامعية أو شهادة من قبل كلية جزيرة مان ومركز الأبحاث المانكسية وجامعة إدنبرة في إسكتلندا.

## الطعام
من الأطباق الوطنية في الجزيرة «البطاطس وهيرين» والهيرين نوع من الأسماك - سمك الرنجة - والهدف من إدراج البطاطس هو التشجيع على الزراعة والمحاولة على الإبقاء على هذه المهنة حية لأنها شارفت على الانقراض في الجزيرة، بالرغم من اعتماد الجزيرة الزراعة وصيد الأسماك كمصدر رزق رئيسي للسكان في القرون الماضية.
يعتبر السالمون المانكسي المدخن من الأطباق الرئيسية للجزيرة. تشكّل الأطعمة البحرية نسبة كبيرة من العادات الغذائية لسكان جزيرة مان. وقد انخفض الصيد التجاري في السنوات الأخيرة.
يتم صيد سرطان البحر والمحار والمحار الصدفي بكميات تجارية في المدينة وكذلك يتم اصطياد سمك السلمون في الأنهار والبحيرات ومزارع الأسماك المدعومة من الحكومة.

## نظام الحكم
الجزيرة منفصلة عن المملكة المتحدة ولكنها تقع تحت حكم التاج البريطاني، أعلى منصب في الدولة هو لورد جزيرة مان ومنذ عام 1765 م كان هذا المنصب من نصيب ملك بريطانيا إليزابيث الثانية سابقا والآن من نصيب الملك تشارلز، المملكة المتحدة مسؤولة عن الدفاع عن الجزيرة وعن تمثيلها في المؤتمرات الدولية. على الصعيد الآخر يوجد للجزيرة برلمان محلي مسؤول عن جميع أمور الجزيرة الداخلية تقريبا.
برلمان الجزيرة والذي يسمى تاي ولود يعود تاريخه لعام 979 م واليوم البرلمان يضم قسمين رئيسيين وهما بيت المفاتيح والذي يضم أعضاء منتخبين بشكل مباشر والقسم الثاني مجلس التشريع والذي يضم أعضاء منتخبين بشكل غير مباشر.
يوجد للجزيرة مجلس للوزراء ورئيس للمجلس حاليا هاورد كوايل .